# Obert Internacional d'Escacs Sant Martí
L'Obert Internacional d'Escacs Sant Martí és un torneig d'escacs que es juga al districte de Sant Martí de Barcelona. El torneig és vàlid per Elo FIDE, FEDA i FCE; també per normes internacionals. L'Obert és computable pel Circuit Català d'Oberts Internacionals d'Escacs. El torneig està organitzat pel Club Escacs Sant Martí. Des de fa uns anys, la bossa de premis és de 7.000 euros, dels quals 1.200 eren pel campió del torneig.

## Detalls

### Edició 2014
El XVI Obert es va celebrar a Barcelona, del 13 al 21 de juliol de 2014, amb la participació de 272 jugadors de 29 països, entre els quals hi havia més de 60 Mestres: 14 Grans Mestres, 24 Mestres Internacionals, 20 Mestres Fide, etc. A destacar les vuit normes de Gran Mestre i Mestre Internacional obtingudes en el torneig.

### Edició 2015
El XVII Obert es va celebrar del 13 al 21 de juliol de 2015. La participació va ser de 158 jugadors de 33 països, entre els quals hi havia 59 mestres: 14 Grans Mestres, 32 Mestres Internacionals i 13 Mestres Fide. El vencedor fou indi Kidambi Sundararajan i la millor femenina fou la colombiana Jenny Astrid Chirivi.

## Quadre d'honor
Quadre de totes les edicions amb els tres primers de la classificació general:
| Any  | Edició      | Campió                     | Subcampió              | Tercer                          |
| ---- | ----------- | -------------------------- | ---------------------- | ------------------------------- |
| 2006 | VIII Obert  | Miguel Muñoz Pantoja       | Raúl Omar González     | Francisco Javier García Jiménez |
| 2007 | IX Obert    | Miguel Muñoz Pantoja       | Cristhian Cruz Sánchez | Santiago Beltrán Rueda          |
| 2008 | X Obert     | Víctor Manuel Vehí Bach    | Miguel Muñoz Pantoja   | Santiago Beltrán Rueda          |
| 2009 | XI Obert    | Alfonso Jérez Pérez        | Santiago Beltrán Rueda | Omar Almeida Quintana           |
| 2010 | XII Obert   | José González García       | Víktor Moskalenko      | Aryam Abreu Delgado             |
| 2011 | XIII Obert  | Levan Aroshidze            | Yusnel Bacallao        | Manuel León Hoyos               |
| 2012 | XIV Obert   | Isan Reynaldo Ortiz Suárez | Chakkravarthy Deepan   | Saptarshi Roy Chowdhury         |
| 2013 | XV Obert    | Simen Agdestein            | Alexander Kovchan      | Nazar Firman                    |
| 2014 | XVI Obert   | Karèn H. Grigorian         | Jorge Cori             | José Eduardo Martínez Alcantara |
| 2015 | XVII Obert  | Kidambi Sundararajan       | Karèn H. Grigorian     | Shardul Gagare                  |
| 2016 | XVIII Obert | Sundar M. Shyam            | Axel Bachmann Schiavo  | Kevel Oliva Castaneda           |